# Kaletepe Deresi 3
Kaletepe Deresi 3 ist eine archäologische Fundstätte in Anatolien, die im Gebiet des 2143 m hohen Vulkans Göllü Dağ in der Provinz Niğde am südlichen Rand von Kappadokien liegt. Dort wurde schon vor 800.000 Jahren Obsidian gewonnen, ein glasartiges vulkanisches Material, das für die Herstellung von Werkzeugen und Waffen geeignet ist.
Drei Schichten mit einer Stärke von über 7 m konnten dem mittleren, eine dem Altpaläolithikum zugeordnet werden. Damit war Kaletepe lange die einzige Stätte aus dem Acheuléen in Anatolien und zugleich diejenige Fundstätte in der Türkei, die den längsten Zeitraum abdeckt. Neben Steinwerkzeugen, wie Rhyolith-choppern, Obsidianfaustkeilen und -beilen sowie Cleavern fand sich aus den jüngeren Schichten ein Kieferstück mit einigen Zähnen einer ausgestorbenen Pferdeart.
Form und Abbautechnik der jüngeren Klingen-Kerne haben Parallelen im Fruchtbaren Halbmond, vor allem in Syrien. Die kielförmigen Kerne dienten im frühesten Neolithikum anscheinend der Gewinnung standardisierter Klingen, regelrechte Expeditionen aus Syrien könnten geradezu die Neolithisierung in der Region angestoßen haben. Demnach kamen die Handwerker mitsamt Vieh und Getreide in die Region. Allerdings könnte die Technik auch vor Ort entwickelt worden sein.
Die Funde aus Kaletepe sind im Archäologischen Museum Niğde ausgestellt.